# Митяевское сельское поселение
Митяевское се́льское поселе́ние (укр. Митяївське сільське поселення, крымскотат. Митяево кой юрту, Янъы Къарагъурт кой юрту) — муниципальное образование в составе Сакского района Республики Крым России.

## География
Поселение расположено в центре района, в степном Крым, во впадающих с востока в озеро Сасык балках Надеждинская, Любимовская и Листовская. Граничит на западе с Охотниковским, далее, по часовой стрелке, с Сизовским, Зерновским, Крымским, Ореховским и Лесновским сельскими поселениями.
Площадь поселения 101,38 км².
Основная транспортная магистраль: автодорога 35Н-488 Саки — шоссе Красноперекопск — Симферополь (по украинской классификации — автодорога С-0-11241).

## Население
| 2001  | 2014  | 2015  | 2016  | 2017  | 2018  | 2019  |
| ----- | ----- | ----- | ----- | ----- | ----- | ----- |
| 6447  | ↘5781 | ↗5793 | ↘5789 | ↘5747 | ↗5783 | ↗5826 |
| 2020  | 2021  |       |       |       |       |       |
| ↗5835 | ↘5579 |       |       |       |       |       |

## Состав сельского поселения
В состав поселения входят 5 населённых пунктов:
| № | Населённый пункт | Тип населённого пункта | Население на 2014 год |
| - | ---------------- | ---------------------- | --------------------- |
| 1 | Митяево          | село, центр            | ↘1915                 |
| 2 | Долинка          | село                   | ↘733                  |
| 3 | Журавли          | село                   | ↘1475                 |
| 4 | Листовое         | село                   | ↘301                  |
| 5 | Шелковичное      | село                   | ↘1357                 |

## История
Митяевский сельский совет был образован в период между 15 июня 1960 года, когда его ещё не было в списке действующих и 1 января 1965 года, когда сельсовет значится в составе восстановленного Сакского района. На 1 января 1968 года совет имел следующий состав:

| - Долинка - Журавли - Листовое | - Митяево - Приозёрный - Шелковичное |

К 1 января 1977 года посёлок Приозёрный упразднили и сельсовет обрёл нынешний состав.
С 12 февраля 1991 года сельсовет в восстановленной Крымской АССР, 26 февраля 1992 года переименованной в Автономную Республику Крым. С 21 марта 2014 года в составе Крыма аннексировано Россией. Законом «Об установлении границ муниципальных образований и статусе муниципальных образований в Республике Крым» от 4 июня 2014 года территория административной единицы была объявлена муниципальным образованием со статусом сельского поселения.